# Apolaire verbinding

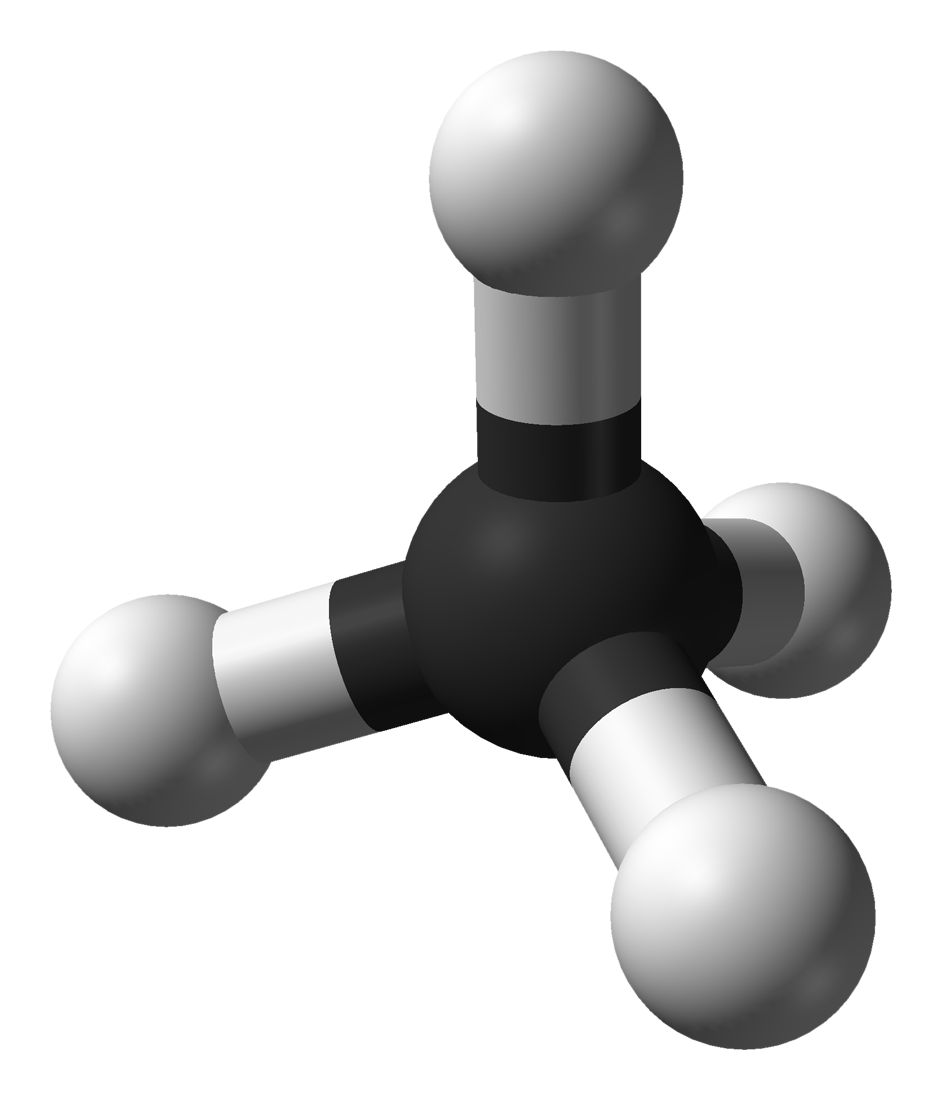
Bij methaan zijn alle atoombindingen symmetrisch (in een tetraëdische geometrie) zodat er geen dipoolmoment ontstaat

Een apolaire verbinding is een molecuul bestaand uit een chemische binding waarin de elektronen zodanig verdeeld zijn, dat het zwaartepunt van hun negatieve lading samenvalt met het zwaartepunt van de positieve lading. Als gevolg daarvan zal een geladen deeltje - positief of negatief - niet worden aangetrokken of afgestoten door een apolaire verbinding. 
Een apolaire verbinding is het tegenovergestelde van een polaire verbinding. De mate waarin verbindingen polair zijn, wordt uitgedrukt in het dipoolmoment. Verbindingen met een polair en een apolair deel zijn amfifiel. 
Een voorbeeld van een apolaire verbinding is methaan (CH4). Methaan is een apolaire verbinding omdat de (relatief positieve) waterstofatomen symmetrisch rondom het centrale koolstofatoom gegroepeerd zijn. Koolwaterstoffen zijn over het algemeen apolair. Ook vetten, zijn betrekkelijk apolair, omdat ze voor het grootste deel uit lange apolaire ketens van koolwaterstoffen bestaan: het verschil in elektronegativiteit tussen koolstof en waterstof is zo klein dat er nauwelijks sprake is van lading op een van beide. 
Over het algemeen zijn vetten en andere apolaire verbindingen niet goed oplosbaar (mengbaar) in polaire oplosmiddelen als water. Zij zijn over het algemeen wel goed oplosbaar in een apolair oplosmiddel als benzeen, of in beperkt polaire oplosmiddelen als ethanol. Dit kan worden verklaard doordat de polaire moleculen elkaar aantrekken ten gevolge van hun elektrische lading. De apolaire moleculen worden hierdoor verdrongen.
Vetten en water kunnen wel gemengd worden als er een oppervlakte-actieve stof zoals zeep wordt toegevoegd. Bij halvarine (ruwweg 40% vet, 60% water) wordt een oppervlakteactieve stof toegevoegd als emulgator om de vetten met water te mengen. 

## Voorbeelden
- Methaan (CH4) is een apolaire verbinding omdat de waterstofatomen symmetrisch rondom het centrale koolstofatoom gegroepeerd zijn. Ook CCl4 of CF4 zijn apolair, er komen wel positieve en negatieve ladingen voor, maar het zwaartepunt van de negatieve ladingen bij chloor en fluor valt samen met de positieve lading op koolstof.  Zo ontstaat een apolaire molecuul.

- Vetten zijn voor het merendeel apolair.